# Figlie della Vergine dei Dolori
Le Figlie della Vergine dei Dolori (in spagnolo Hijas de la Virgen de los Dolores; sigla H.V.D.) sono un istituto religioso femminile di diritto pontificio.

## Storia
Le origini della congregazione risalgono all'internato aperto a Trujillo da Antonia Hernández Moreno con l'intento di fomentare le vocazioni religiose tra le alunne: attorno alla Hernández Moreno si riunì una piccola comunità di collaboratrici che, sotto la direzione del sacerdote Juan Tena Fernández, si costituì in beaterio.
Il vescovo di Plasencia elevò il beaterio a pia unione nel 1923; l'erezione canonica dell'istituto in congregazione religiosa di diritto diocesano ebbe luogo il 12 ottobre 1926.
La prima filiale, il collegio di Miajadas, fu aperta nel 1928; a causa della guerra civile spagnola lo sviluppo della congregazione in patria subì un arresto, mentre iniziò a espandersi in Portogallo.
L'istituto ricevette il pontificio decreto di lode il 15 marzo 1967.

## Attività e diffusione
Le suore si dedicano all'istruzione e all'educazione cristiana della gioventú in collegi vocazionali e alla sua orientazione verso la vita religiosa.
Oltre che in Spagna, sono presenti in Angola, Argentina e Portogallo; la sede generalizia è a Trujillo, in diocesi di Plasencia.
Alla fine del 2015 l'istituto contava 109 religiose in 17 case.